# Coroa (engrenagem)

Animação de um sistema de engrenagens. A transmissão efetuada por correntes entre o pinhão (menor) e coroa (maior).

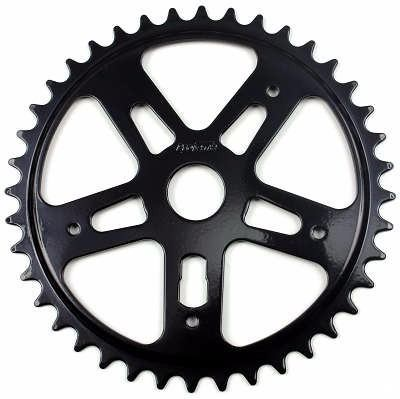
Coroa ou Roda Dentada de uma bicicleta

Em um mecanismo, uma coroa, é um elemento utilizado em conjunto com o pinhão, compondo, geralmente sistemas de transmissão entre engrenagens para ampliação ou redução de movimentos mecânicos, num sistema de engrenagem, a coroa está em contraposição ao pinhão, sendo sempre a engrenagem maior. Pode ser plana ou cônica. No caso de compor um mecanismo redutor de velocidade (onde o giro de entrada é maior que o giro entregue na saída), como na caixa de velocidade de um automóvel, a coroa é uma engrenagem conduzida. Já no cambio, no caso de uma mecanismo multiplicador de velocidade (onde o giro de entrada é menor que o giro entregue na saída), como por exemplo, a transmissão de uma bicicleta, a coroa é a roda motriz.